# Nadzikambia mlanjensis
Espèce
Synonymes
- Chamaeleo mlanjense Broadley, 1965
- Bradypodion mlanjense (Broadley, 1965)
- Nadzikambia mlanjense (Broadley, 1965)

Statut de conservation UICN

 EN B1ab(i,ii,iii,v)+2ab(i,ii,iii,v) : En danger
Statut CITES
Nadzikambia mlanjensis est une espèce de sauriens de la famille des Chamaeleonidae.

## Répartition
Cette espèce vit aux alentours du mont Mulanje, au Malawi, et dans la province de Zambézie (Mozambique).

## Taxinomie
Cette espèce était auparavant classée dans le genre Chamaeleo (sous le nom de Camaeleo mlanjense). De récents travaux ont amené à la création de ce nouveau genre pour y placer cette espèce.

## Étymologie
Son nom d'espèce, composé de mlanj[e] et du suffixe latin -ense, « qui vit dans, qui habite », lui a été donné en référence au lieu de sa découverte, le mont Mulanje.

## Publication originale
- Broadley, 1965 : A new chameleon from Malawi. Arnoldia, vol. 32, n. 2, p. 1-3.